# 碘化亚镝
碘化亚镝是一种镝的碘化物，化学式 DyI2。

## 制备
碘化亚镝可以由三碘化镝在800至900 °C的真空下被金属镝还原而成。
{\displaystyle \mathrm {Dy+2\ DyI_{3}\longrightarrow 3\ DyI_{2}} }
它也可以由镝和碘化汞反应而成。
{\displaystyle \mathrm {Dy+HgI_{2}\longrightarrow DyI_{2}+Hg} }
它也可以由镝和碘直接反应而成。
{\displaystyle \mathrm {Dy+I_{2}\longrightarrow DyI_{2}} }

## 性质
碘化亚镝是深紫黑色固体，极易潮解，只能存放于干燥的惰性气体或真空中。在空气中，它会吸收水分并变成水合物，但它们不稳定，会迅速转化成碘氧化物，并放出氢气。这个过程在水存在下更快发生。这种化合物的晶体结构和氯化镉一样。它可以和四氢呋喃、丁醇和苯酚形成配合物。

## 用处
碘化亚镝和四氯化硅反应会产生三氯硅基自由基，可以催化炔烃三聚反应。